# Кіммірут
Кіммірут (англ. Kimmirut, інуктитут Kimmirut, ᑭᒻᒥᕈᑦ, до 1 січня 1996 року називалося Лейк-Гарбор, англ. Lake Harbour) — село у Канаді у регіоні Кікіктаалук території Нунавут, розташоване на півострові Мета-Інкогніта на півдні Баффінової Землі. Населення села становить 455 осіб (на 2011 р.). 
У селі є аеропорт.
Село свого часу було факторією Компанії Гудзонової затоки, тут також був розташований пост Канадської королівської кінної поліції. 

## Клімат
Село знаходиться у зоні, котра характеризується кліматом полярних пустель. Найтепліший місяць — липень із середньою температурою 6,7 °C (44 °F). Найхолодніший місяць — січень, із середньою температурою –22,8 °C (–9 °F).
| Клімат Кіммірута        | Клімат Кіммірута | Клімат Кіммірута | Клімат Кіммірута | Клімат Кіммірута | Клімат Кіммірута | Клімат Кіммірута | Клімат Кіммірута | Клімат Кіммірута | Клімат Кіммірута | Клімат Кіммірута | Клімат Кіммірута | Клімат Кіммірута | Клімат Кіммірута |
| Показник                | Січ.             | Лют.             | Бер.             | Квіт.            | Трав.            | Черв.            | Лип.             | Серп.            | Вер.             | Жовт.            | Лист.            | Груд.            | Рік              |
| Середній максимум, °C   | −20              | −20              | −14              | −6               | 0                | 6                | 11               | 11               | 5                | 0                | −7               | −15              | −4               |
| Середня температура, °C | −23              | −23              | −18              | −10              | −2               | 3                | 7                | 7                | 3                | −3               | −11              | −19              | −7               |
| Середній мінімум, °C    | −27              | −27              | −22              | −15              | −5               | 0                | 3                | 3                | 0                | −6               | −14              | −22              | −11              |
| Норма опадів, мм        | 19               | 21               | 17               | 22               | 26               | 31               | 51               | 43               | 36               | 36               | 43               | 16               | 358              |
| ----------------------- | ---------------- | ---------------- | ---------------- | ---------------- | ---------------- | ---------------- | ---------------- | ---------------- | ---------------- | ---------------- | ---------------- | ---------------- | ---------------- |
| Джерело: Weatherbase    |                  |                  |                  |                  |                  |                  |                  |                  |                  |                  |                  |                  |                  |

## Назва
Ескімоська назва Кіммірут означає «п'ята».

## Населення
Населення села Кіммірут за переписом 2011 року становить 455 людини і для нього характерним є зростання у період від переписів 2001 й 2006 років:
- 2001 рік — 433 осіб[5]

- 2006 рік — 411 особи[5]

- 2011 рік — 455 осіб[1]

Дані про національний склад населення, рідну мову й використання мов у селі Кейп-Дорсет, отримані під час перепису 2011 року, будуть оприлюднені 24 жовтня 2012 року. Перепис 2006 року дає такі дані: 
- корінні жителі — 385 осіб,
- некорінні — 25 осіб.

| Мова              | Кількість населення, осіб |
| Тільки англійська | 30                        |
| Тільки французька | 0                         |
| Інша мова (мови)  | 385                       |

| Мова                                          | Кількість населення, осіб |
| Тільки англійська                             | 360                       |
| Тільки французька                             | 0                         |
| Французька і англійська                       | 10                        |
| Не володіють ані англійською, ані французькою | 45                        |

| Мова                         | Кількість населення, осіб |
| Англійська                   | 60                        |
| Французька                   | 0                         |
| Неофіційна мова              | 345                       |
| Англійська і неофіційна мови | 0                         |

| Мова                         | Кількість населення, осіб |
| Англійська                   | 90                        |
| Неофіційна мова              | 95                        |
| Англійська і неофіційна мови | 10                        |

## Природа
У районі села водяться білі ведмеді, тундрові карібу, нарвали, тюлені, моржі та кити.

## Галерея

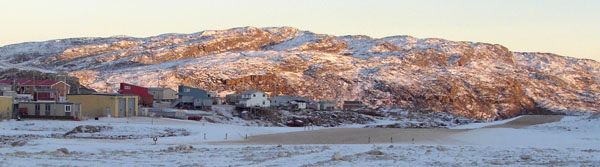
Аеропорт Кіммірут (2006 р.)